# TPC San Antonio
De TPC San Antonio is een countryclub in de Verenigde Staten, dat opgericht werd in 2010 en maakt deel uit van de Tournament Players Club. De club bevindt zich in San Antonio, Texas en heeft een 36 holesbaan, waarvan twee 18 holesbanen, met een par van 72.

## Golfbanen
De 36 holesbaan bestaat uit twee 18 holesbanen en hebben een eigen naam: de "AT & T Oaks"- en de "AT & T Canyons".
De "AT & T Oaks"-baan werd ontworpen door de golfbaanarchitect Greg Norman en golfer Sergio García gaf advies aan Norman. Deze baan wordt anno 2010 gebruikt voor het Texas Open, een golftoernooi van de Amerikaanse PGA Tour.
De "AT & T Canyons"-baan werd ontworpen door de golfbaanarchitect Pete Dye. Deze baan wordt anno 2010 gebruikt voor de bezoekers en de clubleden. Sinds 2010 wordt de baan gebruikt voor het AT&T Championship, een golftoernooi van de Champions Tour.

## Golftoernooien
Voor het golftoernooi is de lengte van de "AT & T Oaks"-baan voor de heren 6797 m met een par van 72. De course rating is 76,5 en de slope rating is 148.
- Texas Open: 2010-heden

Voor het golftoernooi is de lengte van de "AT & T Canyons"-baan voor de heren 6498 m met een par van 72.
- AT&T Championship: 2011-heden